# Río Vizcas
Der Río Vizcas, im Oberlauf auch Río Laramate, ist ein 83 km langer linker Nebenfluss des Río Grande in der südlichen Pazifikregion von Peru, in den Regionen Ayacucho und Ica.

## Flusslauf
Der Río Vizcas entspringt in der peruanischen Westkordillere 20 km nordöstlich des Ortes Laramate in der Provinz Lucanas. Der Río Vizcas fließt anfangs in überwiegend südwestlicher Richtung. Bei Flusskilometer 64 passiert der Río Vizcas den Ort Laramete. Ab Flusskilometer 48 wendet sich der Fluss in Richtung Westsüdwest. Bei Flusskilometer 43 trifft der Río Ocaña von links auf den Río Vizcas, bei Flusskilometer 36 die Quebrada Socos von rechts. Bei Flusskilometer 6 passiert der Río Vizcas die Provinzhauptstadt Palpa. Dort kreuzt die Nationalstraße 1S (Panamericana) den Flusslauf. Der Río Vizcas mündet schließlich 6 km südwestlich von Palpa in den nach Süden fließenden Río Grande.

## Einzugsgebiet
Der Río Vizcas entwässert ein Areal von etwa 858 km². Dieses wird im Osten von der kontinentalen Wasserscheide begrenzt. Das Einzugsgebiet des Río Vizcas grenzt im Westen und im Norden an das des Río Palpa, im Osten an das des Río Caracha, eines Zuflusses des Río Pampas, sowie im Süden an das des Río Ingenio.